# Đồng bằng Triều Sán
Đồng bằng Triều Sán (tiếng Trung: 潮汕平原; bính âm: Cháoshàn Píngyuán), Hán Việt: Triều Sán bình nguyên) là một trong các đồng bằng duyên hải nằm ở đông nam Trung Quốc. Đồng bằng có diện tích hơn 4.000 km². Đồng bằng Triều Sán nằm ở vùng ven biển phía đông của tỉnh Quảng Đông và là đồng bằng lớn thứ hai của tỉnh. Đồng bằng Triều Sán nay thuộc địa giới của ba địa cấp thị Sán Đầu, Triều Châu, Yết Dương. Đồng bằng được tạo thành từ 5 bộ phận là: đồng bằng châu thổ Hà Giang, đồng bằng Dong Giang, đồng bằng Luyện Giang, đồng bằng sông Hoàng Cương và đồng bằng Long Giang. Đồng bằng Triều Sán có khí hậu ấm và ẩm, đất đai màu mỡ, có điều kiện thuận lợi để phát triển nông nghiệp, các loại cây trồng chính là lúa, mía, ngoài ra còn trồng vải thiều, dứa, chuối, cam quýt, nhãn và các loại hoa quả nhiệt đới và cận nhiệt khác.